# Федерація футболу США
Федерація футболу США (англ. United States Soccer Federation, USSF) (скорочено ЮССФ) — організація, яка є офіційним керівним та регулюючим органом футболу в США. ЮССФ здійснює управління любительським та професіональним футболом, в тому числі національними збірними серед чоловіків, жінок, з пляжного футболу, футзалу і паралімпійською збірною. USSF є членом ФІФА. Штаб-квартира розміщена у Чикаго.
5 квітня 1913 року було засновано організацію під назвою Футбольна асоціація Сполучених Штатів (United States Football Association). В серпні того ж року USFA була прийнята у ФІФА як тимчасовий член. А в червні 1914 року прийнята як постійний член ФІФА.
Оскільки під терміном «football» у США прийнято розуміти американський футбол, а європейський вид футболу називають «soccer» (скорочено від association football), з 1945 року Футбольна асоціація США додала слово сокер до своєї назви – United States Soccer Football Association (за загальноприйнятим європейським розумінням, soccer і football це одне й те ж). В 1974 році слово «football» було забране з назви і вона набула сучасного вигляду.
Федерація футболу США займалася організацією декількох світових турнірів – Чемпіонату світу 1994, Жіночих чемпіонатів світу з футболу 1999 і 2003.

## Національні збірні

### Чоловіча збірна США
Збірна США вперше зібралася 1885 року, коли провела перший міжнародний матч проти збірної Канади. Збірна США була запрошена на перший чемпіонат світу з футболу у 1930 році, де вона посіла третє місце з-поміж 13 учасників. Також кваліфікувалася на чемпіонати світу 1934 і 1950 років.
Після цього збірна протягом 40 років не могла кваліфікуватися на чемпіонат світу. З 1990 року є постійним учасником фінальної частини чемпіонату світу Найвищим досягненням протягом цього періоду були виходи у чвертьфінал на чемпіонаті світу 2002 та три виходи в 1/8 фіналу.

### Жіноча збірна США
Жіноча збірна США є найбільш титулованою збірною в світі – вона тричі ставала чемпіоном світу (1991, 1999, 2015) та чотири рази вигравала футбольний турнір на Олімпійських іграх (1996, 2004, 2008, 2012).

### Інші збірні
USSF також здійснює нагляд за молодіжними та юнацькими збірними США серед чоловіків і жінок у таких вікових категоріях: до 23 років, до 20, до 18, до 17, до 16 і до 15 років, і за паралімпійською збірною з футболу.
Під наглядом USSF перебувають і збірні США з пляжного футболу і футзалу.

## Професіональні ліги та інші змагання

### Чоловіки
Футбольний дивізіоном найвищого рівня у США є Major League Soccer (MLS), в якій грає 22 команди, у тому числі 3 з Канади. Ця ліга є самостійною юридичною особою і проводить змагання з дозволу Федерації футболу.
Другим рівнем в ієрархії футбольних ліг у США є одразу дві ліги – Північноамериканська футбольна ліга (NASL) і United Soccer League (USL), яка отримала цей статус у 2017 році. USL має угоду про співпрацю з MLS – команди USL часто є дочірніми клубами команд MLS, або ж у USL виступають резервні команди MLS. У обох цих лігах (NASL і USL) також виступають клуби з Канади і є одна команда з Пуерто-Рико.
Premier Development League – є вищим рівнем аматорського футболу. Ця ліга не афілійована з USSF, проте її команди мають право грати у Відкритому кубку з США, який організовується Федерацією.

### Жінки
У США існує Національна жіноча футбольна ліга – професіональна ліга, яку підтримує і частково фінансує Федерація футболу США. У 2017 році ліга складалася з 10 команд.

### Відкритий Кубок США
Це змагання проводиться безперервно Федерацією футболу з 1914 року. Його офіційна назва — Відкритий кубок США Ламара Ганта (англ. Lamar Hunt U.S. Open Cup). Участь беруть команди професійних і любительських ліг. У 2017 році для участі у Відкритому кубку заявилася рекордна кількість команд – 99.

## Президенти
Федерація футболу США (United States Soccer Federation) (1974–наш час)
- Суніл Гулаті (2006–present)
- Роберт Контігулья (1998–2006)
- Алан Ротенберг (1990–1998)
- Вернер Фрікер (1984–1990)
- Джин Едвардз (1974–1984)

United States Soccer Football Association (до 1974)
- Джеймс МакГвайр (1952–54 & 1971–1974)
- Ервін Сингл (1969–71)
- Боб Гелкер (1967–69)
- Джордж Фішвік (1963–65)
- Джин Рінгсдорф (1961–63)
- Джек Флемгафт(1959–61)

## Головний офіс і Національний тренувальний центр

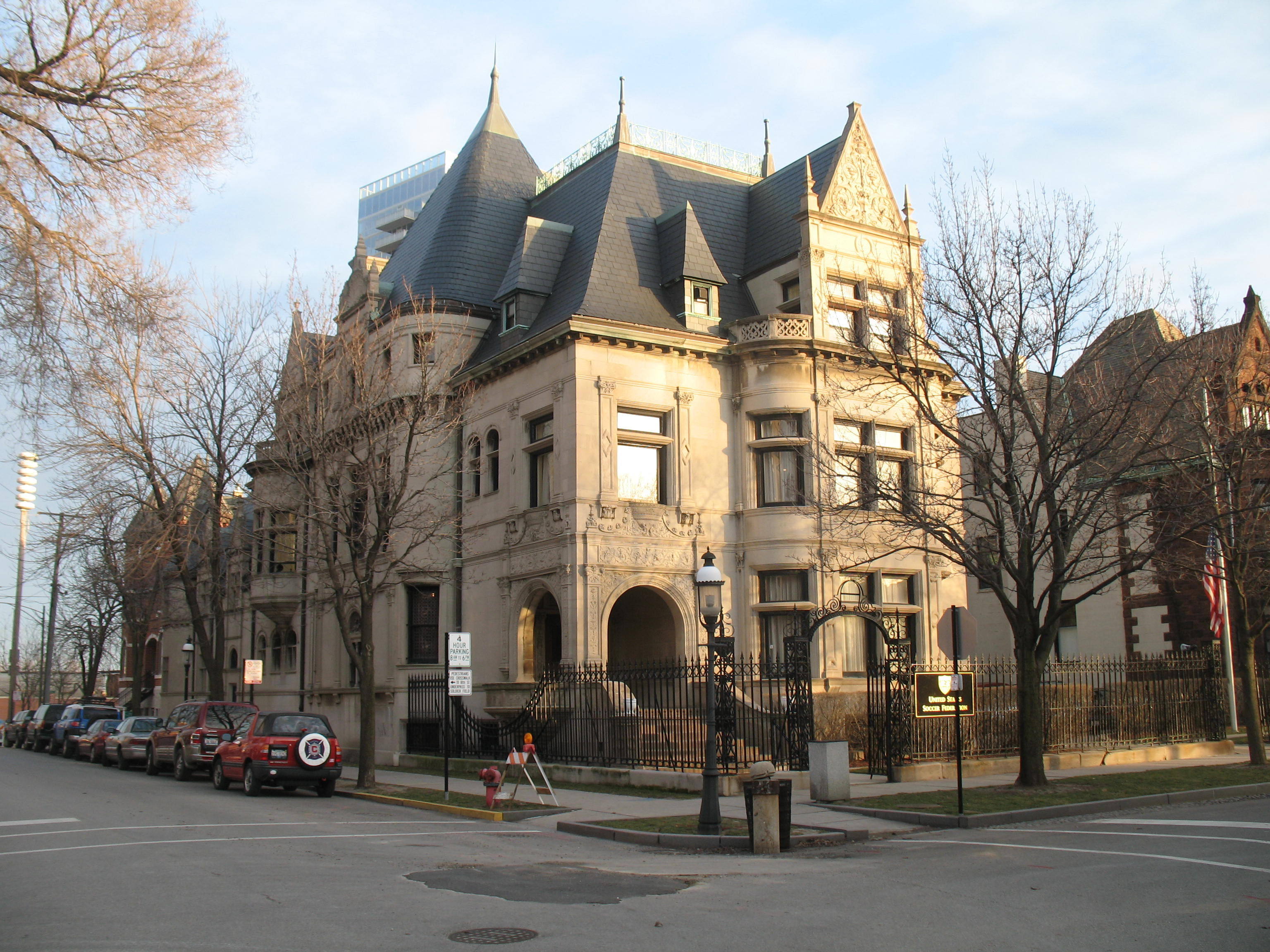
«Дім футболу» – головний офіс USSF на Прері-авеню в Чикаго.

Головним офісом для USSF слугує «Дім футболу», розташований на Прері-авеню, 1801 у Чикаго.
У 2003 році USSF відкрила власний Національний тренувальний центр у «СтабХаб Центр» в Карсоні (Каліфорнія). У його складі футбольний стадіон (який також є домашнім стадіоном для команди MLS «Ел-Ей Гелексі»), чотири футбольні поля та велика тренувальна територія. Центр використовується Федерацією для проведення тренувальних таборів і змагань за програмами Федерації, а також для потреб усіх національних збірних.